# Matilde Vilariño
Matilde Vilariño   (Madrid, 13 d'agost de 1921 - Madrid, 20 d'agost de 2021) fou una actriu de veu espanyola.

## Biografia
Iniciada en la interpretació a través del teatre, en els anys 1940 s'incorporà al quadre d'actors de Radio Madrid (Cadena SER), on assoliria els seus més grans èxits professionals, que van convertir la seva veu en una de les més populars d'Espanya en el transcurs de quatre dècades.
Especialitzada en el doblatge de nens o posar la seva veu a personatges infantils, possiblement el paper més destacat de la seva carrera radiofònica va ser el del nen Periquín al serial Matilde, Perico y Periquín, que va interpretar entre 1955 i 1971.
Posteriorment participaria en la igualment cèlebre La Saga de los Porretas, també a la Cadena SER, entre els anys setanta i vuitanta.
Fora del mitjà radiofònic, va ser la veu del nen Pablito Calvo en la pel·lícula Marcelino, pan y vino (1955) i en totes les altres pel·lícules d'aquest actor en el paper de nen. També va fer incursions al món del teatre, com la representació de Las de Caín, dels germans Álvarez Quintero el 1949.
Per a televisió, un altre dels famosos personatges que van cobrar vida en castellà gràcies a Vilariño va ser el de l'abella Maia, en la sèrie japonesa de dibuixos animats emesa per Televisió Espanyola el 1978. També va intervenir en el quadre d'actors de doblatge d'altres sèries de dibuixos com ara Wickie, el víking, Ruy, el pequeño Cid, El bosque de Tallac o Saint Seiya.
El 1960 va rebre el Premi Ondas (Nacionals de Ràdio) com a millor actriu i el 1967 el Premi Antena d'Or en la categoria de ràdio.
El mateix dia 20 d'agost del 2021, la Cadena SER va informar de la mort de l'actriu, que acabava de complir el segle de vida.